# Hazal Kaya
Leyla Hazal Kaya (Istanbul, 1º ottobre 1990) è un'attrice turca.

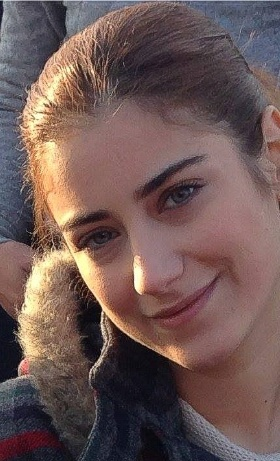

Il ruolo per cui è più conosciuta è quello di Nihal Ziyagil in  Aşk-ı Memnu e anche Adını Feriha Koydum come Feriha Yilmaz la bella figlia del portinaio.

## Filmografia

### Cinema
- Çalgı Çengi (2011)
- Behzat Ç. Seni Kalbime Gömdüm di Berna Ç. (2011)
- Ay Büyürken Uyuyamam di Hülya (2011)
- Bu Son Olsun di Lale (2012)
- Mavi Dalga di Arzu (2013)
- İtirazım Var di Zeynep Bulut (2014)
- Kırık Kalpler Bankası di Aslım (2016)
- Benden Ne Olur di Sertab Bal (2020)

### Televisione
- Acemi Cadı - serie TV (2006-2007)
- Taşların Sırrı (2006)
- Sıla - serie TV (2006-2008)
- Genco - serie TV (2007-2008)
- Aşk-ı Memnu - serie TV, 79 episodio (2008-2010)
- Behzat Ç. Bir Ankara Polisiyesi (2011-2012)
- Adını Feriha Koydum - serie TV, 67 episodio (2011-2012)
- Son Yaz-Balkanlar 1912 - serie TV (2012)
- A.Ş.K - serie TV (2013)
- Maral: En Güzel Hikayem - serie TV (2015)
- Bizim Hikaye - serie TV, 70 episodio (2017)
- Menajerimi Ara - serie TV, (2020)
- Misafir - serie TV, (2021)
- Mezzanotte a Istanbul - serie TV, (2022)